# Philippe André de Vilmorin
Pour les articles homonymes, voir Vilmorin.
Pour les autres membres de la famille, voir Famille de Vilmorin.

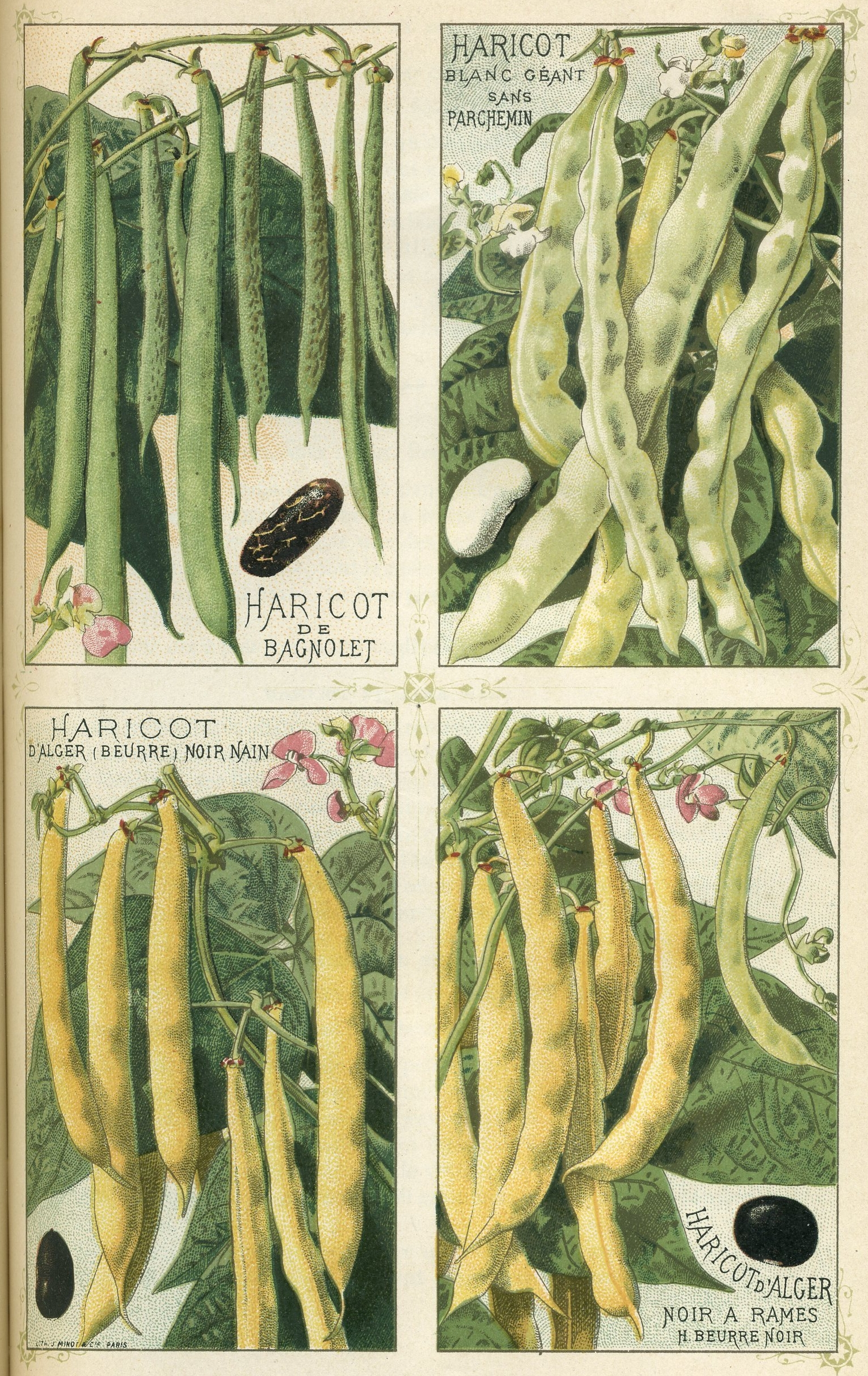
Illustration tirée du catalogue Les plantes potagères, par Vilmorin-Andrieux et Cie, 1891

Pierre-Philippe-André Levêque de Vilmorin (30 novembre 1776 – 21 mars 1862), appelé plus communément Philippe André de Vilmorin, est un horticulteur français.

## Biographie
Vilmorin est l'aîné des fils de Philippe-Victoire Levêque de Vilmorin (1746-1804), marchand grainier du Roi puis créateur d'une entreprise commerciale d'horticulture. Il étudie au collège de Pontlevoy, puis à Paris, et devient directeur de l'entreprise après la mort de son père. Ses voyages en Angleterre en 1810, 1814, et 1816 lui permettent de découvrir les avancées anglaises dans le domaine de la culture de plantes pour l'horticulture et l'agriculture. Cela augmente son intérêt pour les céréales, les légumes, les espèces végétales forestières, ornementales et exotiques. La société de l'horticulture de Londres lui décerne une médaille en 1814 pour ses nombreux articles sur le sujet.
En 1815, Vilmorin fonde l'entreprise Vilmorin-Andrieux et Cie, qui deviendra plus tard l'un des plus grands fournisseurs de plantes au monde. Il fait l'acquisition d'une propriété de chasse ayant appartenu à Louis XIV, à Verrières-le-Buisson en périphérie de Paris, et y développe l'Arboretum Vilmorin. En 1821, il acquiert le domaine des Barres (283 hectares) à Nogent-sur-Vernisson (Loiret) et y plante une forêt expérimentale, qui lui permet notamment d'étudier les pins et les chênes. L'accent est mis sur les espèces capables de fournir des mâtures de navires, car à l'époque la France est tributaire de ses importations.
Vilmorin meurt dans ce domaine le 21 mars 1862. Une partie du domaine devient en 1873 l'Arboretum national des Barres.
Un de ses descendants, Henry de Vilmorin (1843-1899) fonde l'établissement horticole d'Empel sur le cap d'Antibes en 1886.

## Pour approfondir